# 罗伯特·阿夸弗雷斯卡
罗伯特·阿夸弗雷斯卡（義大利語：Robert Acquafresca，發音：[ˈrɔːbert akkwaˈfreska]；1987年9月11日—），意大利足球运动员，司职前锋。
這名球員乃出自拖連奴的青年軍，但是在低組別聯賽球會打起，至2007年開始加盟卡利亞里。僅一季他已上陣32場，取得11個入球。
他自2007年開始就入選意大利國家青年軍，出戰2008年北京奧運。阿夸弗雷斯卡帶有波蘭血統，因而波蘭足協曾邀請其加入波蘭國家隊，但被拒絕。阿夸弗雷斯卡也代表意大利參加了2009年歐洲U-21足球錦標賽。2009年6月29日，作為迭戈·米利托轉會交易的一部分，阿夸弗雷斯卡轉會至熱那亞，不過他在09-10賽季會先被熱那亞外借到亞特蘭大。